# Incendie de Changsha de 1938

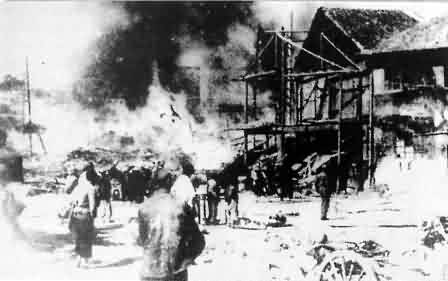
L'incendie de Wenxi.

L'incendie de Changsha de 1938 (chinois simplifié : 长沙大火 ; pinyin : Chángshā dàhuǒ ; litt. « grand incendie de Changsha »), aussi appelé Incendie de Wenxi (文夕大火, wénxī dàhuǒ, « Grand incendie du soir de la culture »), est provoqué par le Kuomintang durant la seconde guerre sino-japonaise pour empêcher les troupes japonaises de s'emparer des richesses de la ville. C'est le plus grand incendie volontaire de l'histoire de Chine et il fit de Changsha l'une des villes les plus détruites de la Seconde Guerre mondiale, au même titre que Stalingrad, Hiroshima et Nagasaki[réf. nécessaire].

## Contexte
Le 25 octobre 1938, la ville de Wuhan tombe face aux troupes japonaises. Peu après, un grand nombre de réfugiés et de soldats blessés, en plus des institutions du gouvernement et des usines, sont déplacés à Changsha. Cela provoque une hausse très importante de la population de la ville qui passe de 300 000 à 500 000 habitants. Comme la cité n'est pas préparée à ce type de scénario à long terme, en raison de ses capacités de transport limitées, elle ne peut contrôler cette affluence de biens et de personnes.
Le 8 octobre, l'armée impériale japonaise entre dans la province du Hunan au Nord. Le 11, la ville de Yueyang tombe. Très vite, les armées chinoises et japonaises se font face le long de la rivière Xinqiang près de Changsha. La situation de la ville devient de plus en plus tendue.
En raison du manque de confiance dans les défenses de la ville, Tchang Kaï-chek suggère de mettre le feu à la cité pour que le Japon ne gagne rien à la capturer. Le 10 novembre, le président de la province du Hunan, Zhang Zhizhong, transmet l'idée de Tchang à ses subordonnés. Une équipe d'incendie est immédiatement formée. Elle se répartit à chaque coin de la ville et met le feu au moment du signal d'une explosion au sommet de la tour Tianxin dans le sud-ouest de Changsha.

## L'incendie

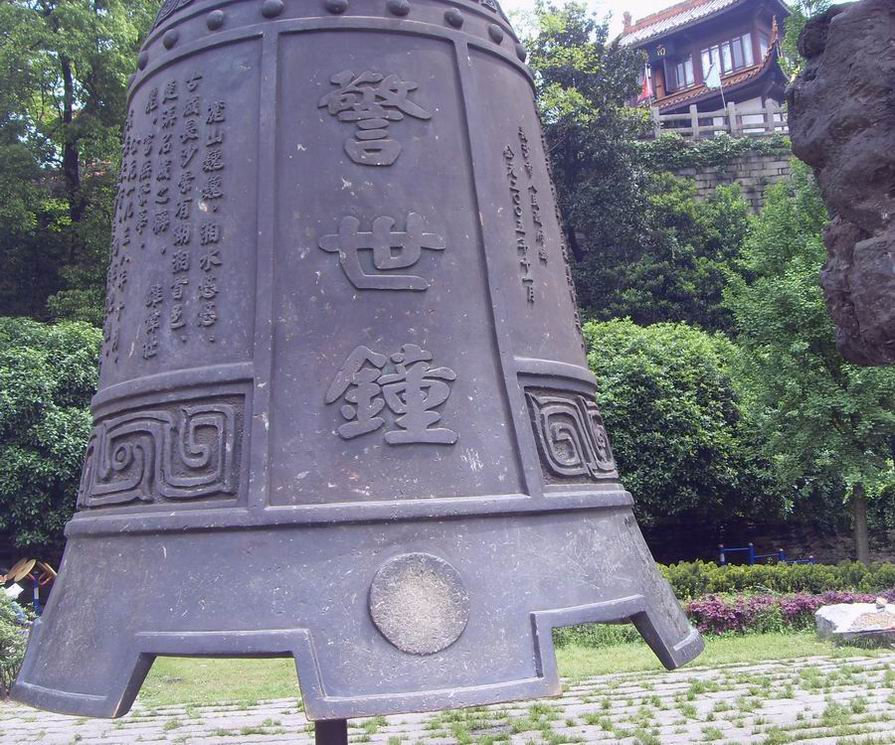
La cloche d'alarme de l'incendie.

À 2 h du matin, le 13 novembre 1938, un feu survient dans un hôpital militaire situé près de la porte Sud (aujourd'hui, il y a débat pour savoir si ce feu était un signal ou un accident). L'équipe d'incendie l'interprète comme un signal et commence à mettre le feu à la ville qui brûle pendant cinq jours et détruit des antiquités historiques pour certaines vieilles de 2 500 ans. Les habitants essayent de s'échapper, ce qui provoque un grave accident de bateau sur la rivière Xiang.

## Dégâts
Plus de 30 000 personnes sont tuées durant l'incendie. 90 % des bâtiments de la ville (soit 56 000) sont détruits[réf. nécessaire]. Le feu provoque des dégâts estimés à 1 milliard de $, qui comptent pour 43 % de la richesse totale de la ville. Les institutions du gouvernement qui sont détruites sont des quartiers-généraux de province, des immeubles accueillant des bureaux d'affaires civiles, de construction, de la police, de recrutement militaire, de sécurité, de télégraphe, de téléphone, ainsi que des cours de justice, des branches du Kuomintang, la chambre de commerce, l'agence de presse centrale, la station de radio centrale et plusieurs sièges de journaux. Plus de 31 écoles, dont l'université du Hunan (en), sont également incendiées. Les banques détruites sont la Banque du Hunan, la Banque de Shanghai (en), la Banque Jiaotong et la Banque de Chine. Plus de quarante usines sont en cendres. L'une de celles qui ont le plus souffert est la première usine de textile du Hunan. Les dégâts de cette usine sont estimés à 270 000 $ d'ateliers, 960 000 $ de matières premières et 600 000 $ de machines. Des 190 moulins à riz et greniers de la ville, seuls 12 survivent. Plus de 2 millions de $, ou environ 80 % du total, sont perdus par l'industrie de la soie. Quarante usines de broderie sont complètement détruites. Excepté l'hôpital de Xiangya, tous les hôpitaux de Changsha sont incendiés.
De futurs dirigeants chinois comme Zhou Enlai et Ye Jianying sont présents lors de l'incendie. Une description orale de l'incendie est retransmise par l'écrivain Guo Moruo, qui était aussi dans la ville à ce moment.

## Conséquences
En chinois, dans le terme « incendie de Wenxi », le caractère wen (文, wén, « culture ou écriture ») fait référence au code d'abréviation télégraphique pour le jour du mois, tandis que xi (夕, xī, « tombée de la nuit ») fait référence au moment du déclenchement de l'incendie.
Le 18 novembre, Tchang Kaï-chek ordonne l'exécution de trois accusés de l'affaire. Zhang Zhizhong, président du gouvernement du Hunan, démissionne par la suite.
Le 19 novembre, sur les ruines de Changsha, des marchés de nourriture font leur apparition, mais il n'y a cette fois que cinq personnes vendant de la viande et des légumes.
La tour de la Cloche et l'hôpital Xiangya survivent à l'incendie.
Les craintes de Tchang se sont révélées fausses. La ville repousse trois attaques séparées des Japonais en 1939, 1941 et 1942. La cité ne tombe qu'en 1944 lors de la quatrième bataille de Changsha bien que la ville ait alors perdu son importance stratégique.
En juillet 2005, le premier mémorial de l'incendie, un mur commémoratif sur une ancienne fabrique de lampes, est construit à Changsha. Le mur est situé sur la rive de la rivière Xiang. La même année, une grande cloche d'alarme est également érigée pour rappeler l’événement.

## Patrimoine historique détruit
Avant l'incendie, Changsha était l'une des grandes villes de Chine qui n'avait pas changé de place depuis 2 000 ans. Le feu a cependant annihilé tout le patrimoine historique et culturel qui remontait à la Période des Printemps et Automnes (771 - 481/453 av. J.-C.).